# Jean d'Harcourt (explorateur)
Ne doit pas être confondu avec Jean d'Harcourt.
Bruno Jean Marie, comte d'Harcourt (Paris, 14 octobre 1813 - Paris, 2 novembre 1891) est un navigateur français, explorateur de la Nouvelle-Calédonie qui est indirectement à l'origine de l’installation de la France dans l'archipel.

## Biographie
Fils d'Eugène d'Harcourt, il entre dans la Marine en 1827. Aspirant (12 octobre 1828), enseigne de vaisseau (1er janvier 1833) puis lieutenant de vaisseau de 2e classe le 30 mai 1837, il commande en 1840-1841, le vapeur Fulton en Méditerranée. 
Capitaine de frégate (23 décembre 1845), il est chargé en novembre 1849 par le commandant de la station navale d'Océanie, Louis Adolphe Bonard, de trouver un site favorable en Nouvelle-Calédonie pour y installer une colonie pénitentiaire. L'île est alors encore très mal connue à cause de ses nombreux récifs et de sa population indigène hostile. Les missionnaires de Balade qui s'étaient installés en 1843 ont dû quitter l'île en 1847. 
D'Harcourt part donc de Papeete le 20 avril 1850 sur l'Alcmène, passe en juin à Anatom dans les Nouvelles-Hébrides puis à Sydney en juillet-août, port qu'il quitte le 13 septembre pour mouiller devant Kunié (île des Pins) où se sont réfugiés les missionnaires, le 25 septembre. 
Dès le 28 septembre, il commence les recherches hydrographiques et en un mois relève de manière détaillée l'île des Pins. Il reprend ses relevés à partir de Canala où il est accueilli amicalement par le chef Kaï. Tandis qu'il cartographie, Auguste Bérard étudie la minéralogie et les productions et s'enfonce dans l'intérieur et le docteur Jean François Armand Proust s’intéresse au climat et aux maladies. 
D'Harcourt relâche ensuite à Kouaoua et atteint l'île Hienghene le 24 novembre où le chef Bouarate (Bwaxat) accueille les voyageurs et leur parle des mines d'or de l'arrière pays. Le 27, l'Alcmène atteint la mission en ruine de Balade où Harcourt installe ses hommes. Il organise alors deux reconnaissances : dans la première l'enseigne Devarenne est chargé de dresser une hydrographie sommaire du nord de l'île et de trouver un passage vers la côte ouest en évitant le gros détour du récif; dans la seconde, Bérard, Proust et le frère Taragnat, sont chargés de traverser l'île et de rejoindre Devarenne à l'extrémité nord de celle-ci, au cap Tonnerre. 
Devarenne part le 29 novembre en compagnie du lieutenant de Saint-Phalle et onze matelots avec dix jours de vivres, lève la baie d'Harcourt, s'arrête à Arama, découvre le canal qui porte son nom et reconnaît les îles Baaba et Yenghiébane. Malheureusement, le 2 décembre Saint-Phalle et Devarenne ainsi que huit matelots sont assassinés par les hommes du chef Dindi. 
Bérard, qui est parti de Balade le 30 novembre, a, lui, franchi la chaîne côtière, parcouru la vallée du Diahot qu'il a descendue jusqu'à Tiary, prit contact avec le chef Boueone, traversé la vallée de la Nehoue, rencontré Bouarate à Koumac mais n'a pu trouver le cap Tonnerre. Après avoir laissé un message sur un promontoire, il fait demi-tour le 5 décembre et le 7 rejoint le navire. 
Le 10 décembre, d'Harcourt commence à s'interroger sur le sort de Devarenne. Le 12, les restes des malheureux sont découverts et il parvient à délivrer les trois prisonniers. Il mène alors du 16 au 18 décembre une expédition punitive dans les îles Baaba et Yenghiébane où tout est ravagé et une trentaine d'indigènes tués. D'Harcourt renonce alors à explorer la côte ouest et regagne l'île des pins le 30 décembre où il dépose le frère Taragnat. 
Parti pour Hobart le 2 janvier 1851, le navire fait naufrage devant Whangaroa le 2 juin. Tout l'équipage est heureusement sauvé puis rapatrié à Tahiti en août. 
Le gouvernement français, à l’étude des rapports de Proust, Bérard et d'Harcourt, décide de l'occupation de la Nouvelle-Calédonie en 1853.
D'Harcourt devient capitaine de vaisseau le 27 juillet 1862 et entre au Conseil des prises le 1er janvier 1869.

## Récompenses et distinctions
- Chevalier, Officier (15 mars 1861) puis Commandeur de la Légion d'Honneur (23 janvier 1871)[1].